# Galatasaray Istanbul/Saison 1976/77
Die Saison 1976/77 von Galatasaray Istanbul war die 69. Saison in der Vereinsgeschichte und die 19. Saison in der türkischen Liga, der 1. Lig. Der Klub beendete die Saison auf dem 5. Platz. Die Türkiye Kupası ging für den Vorjahressieger im Viertelfinale zu Ende. Die vierte Teilnahme am Europapokal der Pokalsieger endete in der 2. Runde.

## Personalien

### Kader
| Nat.       | Name            | Geburtsdatum  | im Verein seit | vorheriger Verein     |
| Torhüter   | Torhüter        | Torhüter      | Torhüter       | Torhüter              |
| ---------- | --------------- | ------------- | -------------- | --------------------- |
| Turkei     | Nihat Akbay     | 1. Jan. 1945  | 1968           | Beykozspor            |
| Turkei     | Doğan Özdenak   | 1. Jan. 1944  | 1976           | n. a.                 |
| Turkei     | Yılmaz Pamuk    | 1. Jan. 1956  | 1975           | n. a.                 |
| Abwehr     |                 |               |                |                       |
| Turkei     | Faruk Aktaş     | 13. Jan. 1956 | 1976           | n. a.                 |
| Turkei     | Müfit Erkasap   | 11. Juni 1957 | 1974           | eigene Jugend         |
| Turkei     | Ekrem Günalp    | 1. Jan. 1947  | 1969           | Gençlerbirliği Ankara |
| Turkei     | Rıdvan Kılıç    | 22. Nov. 1955 | 1976           | n. a.                 |
| Turkei     | Arif Kuşdoğan   | 1. Jan. 1956  | 1972           | eigene Jugend         |
| Turkei     | Furkan Ölçer    | 28. Sep. 1956 | 1976           | n. a.                 |
| Turkei     | Cüneyt Tanman   | 16. Jan. 1956 | 1976           | Giresunspor           |
| Turkei     | Güngör Tekin    | 4. Jan. 1953  | 1975           | PTT                   |
| Turkei     | Fatih Terim     | 4. Sep. 1953  | 1974           | Adana Demirspor       |
| Turkei     | Ali Yavaş       | 1. Jan. 1950  | 1974           | Altay Izmir           |
| Mittelfeld |                 |               |                |                       |
| Turkei     | Mehmet Oğuz     | 3. Mai 1949   | 1967           | Kadırga SK            |
| Turkei     | Engin Tuncer    | 9. Okt. 1950  | 1975           | n. a.                 |
| Turkei     | Bülent Ünder    | 16. Apr. 1949 | 1969           | eigene Jugend         |
| Angriff    |                 |               |                |                       |
| Turkei     | Zafer Dinçer    | 1. Jan. 1956  | 1975           | Ödemişspor            |
| Turkei     | Öner Kılıç      | 15. Mai 1954  | 1976           | n. a.                 |
| Turkei     | Gökmen Özdenak  | 22. Juni 1947 | 1967           | Istanbulspor          |
| Turkei     | Mehmet Özgül    | 1. Jan. 1950  | 1972           | Sirkeci SK            |
| Turkei     | Şevki Şenlen    | 22. Juli 1949 | 1973           | Eskişehirspor         |
| Turkei     | Şükrü Tetik     | 1. Okt. 1957  | 1976           | Giresunspor           |
| Turkei     | Nurettin Yılmaz | n. a.         | 1976           | Eskişehirspor         |

#### Transfers
| Zugänge | Abgänge |
| --- | --- |
| - Faruk Aktaş (n. a.) - Öner Kılıç (n. a.) - Rıdvan Kılıç (n. a.) - Furkan Ölçer (n. a.) - Doğan Özdenak (n. a.) - Cüneyt Tanman (Giresunspor) - Şükrü Tetik (Giresunspor) - Nurettin Yılmaz (n. a.) | - Mehmet Aktan (n. a.) - Mustafa Ergücü (n. a.) - Serdar Gücüyener (n. a.) - Aydın Güleş (n. a.) - Fevzi Kezan (Giresunspor) - Tarık Küpoğlu (Karriere beendet) - Metin Kurt (n. a.) - Yasin Özdenak (Karriere beendet) - Bülent Şahinkaya (Karriere beendet) - İsmail Tartan (Karriere beendet) - Tuncay Temeller (n. a.) - Enver Ürekli (n. a.) |

## Spielkleidung
| Heim | Auswärts | Ausweich |

## Saison
Alle Ergebnisse aus Sicht von Galatasaray Istanbul.
Die Tabelle listet alle 1.-Lig-Spiele des Vereins der Saison 1976/77 auf. Siege sind grün, Unentschieden gelb und Niederlagen rot markiert.

### 1. Lig
| ST | Datum              | Gegner              | Ort                            | Ergebnis  | Tor(e) für Galatasaray Istanbul                                                  | Karte(n) für Galatasaray Istanbul        |
| -- | ------------------ | ------------------- | ------------------------------ | --------- | -------------------------------------------------------------------------------- | ---------------------------------------- |
| 01 | 5. September 1976  | Boluspor            | Şehir Stadı, Bolu              | 0:1 (0:0) | keine                                                                            | Terim (85.)                              |
| 02 | 11. September 1976 | Orduspor            | İnönü Stadı, Istanbul          | 3:0 (1:0) | 1:0 Özdenak (25.), 2:0 Terim (67. Elfmeter), 3:0 Oğuz (72.)                      | keine                                    |
| 03 | 26. September 1976 | Trabzonspor         | Inönü Stadı, Istanbul          | 1:1 (1:1) | 1:1 Özgül (19.)                                                                  | keine                                    |
| 04 | 3. Oktober 1976    | Altay Izmir         | Alsancak Stadı, Izmir          | 0:0       | keine                                                                            | Özdenak (61.), Özgül (77.)               |
| 05 | 10. Oktober 1976   | Giresunspor         | Inönü Stadı, Istanbul          | 3:2 (2:1) | 1:0 Oğuz (20.), 2:0 Dinçer (22.), 3:2 Terim (80.)                                | Özdenak (77.)                            |
| 06 | 24. Oktober 1976   | Zonguldakspor       | Inönü Stadı, Istanbul          | 3:2 (1:2) | 1:0 Özdenak (15.), 2:2 Özgül (83.), 3:2 Özgül (85.)                              | Şenlen (77.)                             |
| 07 | 7. November 1976   | Göztepe Izmir       | Atatürk Stadı, Izmir           | 1:0 (0:0) | 1:0 Şenlen (52.)                                                                 | keine                                    |
| 08 | 20. November 1976  | Samsunspor          | Inönü Stadı, Istanbul          | 1:1 (1:1) | 1:1 Özdenak (22.)                                                                | Şenlen (62.)                             |
| 09 | 27. November 1976  | Eskişehirspor       | Inönü Stadı, Istanbul          | 2:0 (1:0) | 1:0 R. Kılıç (37.), 2:0 Özdenak (85.)                                            | keine                                    |
| 10 | 5. Dezember 1976   | Adanaspor           | Şehir Stadı, Adana             | 1:3 (1:0) | 1:0 Özdenak (30.)                                                                | keine                                    |
| 11 | 19. Dezember 1976  | Mersin İdman Yurdu  | Tevfik Sırrı Gür Stadı, Mersin | 0:0       | keine                                                                            | Ünder (62.), Özdenak (82.)               |
| 12 | 26. Dezember 1976  | Bursaspor           | Inönü Stadı, Istanbul          | 4:1 (4:0) | 1:0 Özdenak (23. Elfmeter), 2:0 Dinçer (31.), 3:0 Özdenak (42.), 4:0 Özgül (44.) | Özdenak (78.)                            |
| 13 | 2. Januar 1977     | Adana Demirspor     | Şehir Stadı, Adana             | 0:0       | keine                                                                            | keine                                    |
| 14 | 9. Januar 1977     | Fenerbahçe Istanbul | Inönü Stadı, Istanbul          | 0:1 (0:0) | keine                                                                            | Oğuz (63.)                               |
| 15 | 23. Januar 1977    | Beşiktaş Istanbul   | Inönü Stadı, Istanbul          | 2:2 (0:1) | 1:1 Özgül (57.), 2:1 Özdenak (77.)                                               | Özdenak (55.)                            |
| 16 | 12. Februar 1977   | Boluspor            | Inönü Stadı, Istanbul          | 1:2 (0:0) | 1:2 Ünder (88. Elfmeter)                                                         | keine                                    |
| 17 | 20. Februar 1977   | Orduspor            | 19 Eylül Stadı, Ordu           | 0:0       | keine                                                                            | Ünder (27.), Tuncer (42.), Tekin (77.)   |
| 18 | 27. Februar 1977   | Trabzonspor         | Şehir Stadı, Trabzon           | 0:1 (0:1) | keine                                                                            | Oğuz (47.)                               |
| 19 | 6. März 1977       | Altay Izmir         | Inönü Stadı, Istanbul          | 0:1 (0:1) | keine                                                                            | Oğuz (53.)                               |
| 20 | 13. März 1977      | Giresunspor         | Şehir Stadı, Giresun           | 1:1 (1:0) | 1:0 Şenlen (27.)                                                                 | Şenlen (72.)                             |
| 21 | 20. März 1977      | Fenerbahçe Istanbul | Inönü Stadı, Istanbul          | 2:2 (2:1) | 1:0 Şenlen (1.), 2:1 Özgül (40.)                                                 | Özdenak (63.), Terim (75.), Şenlen (83.) |
| 22 | 27. März 1977      | Zonguldakspor       | Şehir Stadı, Zonguldak         | 3:0 (1:0) | 1:0 Şenlen (17.), 2:0 Özdenak (54.), 3:0 Şenlen (74.)                            | keine                                    |
| 23 | 2. April 1977      | Göztepe Izmir       | Inönü Stadı, Istanbul          | 0:0       | keine                                                                            | keine                                    |
| 24 | 24. April 1977     | Samsunspor          | 19 Mayıs Stadı, Samsun         | 1:1 (0:0) | 1:1 Özgül (89.)                                                                  | Tekin (39.), Şenlen (44.)                |
| 25 | 1. Mai 1977        | Eskişehirspor       | Atatürk Stadı, Eskişehir       | 1:0 (1:0) | 1:0 Özdenak (15.)                                                                | Aktaş (32.), Özdenak (73.), Oğuz (80.)   |
| 26 | 8. Mai 1977        | Adanaspor           | Inönü Stadı, Istanbul          | 3:2 (0:0) | 1:1 Özdenak (56.), 2:1 Özdenak (58.), 3:1 Özdenak (72.)                          | Özgül (66.)                              |
| 27 | 15. Mai 1977       | Beşiktaş Istanbul   | Inönü Stadı, Istanbul          | 2:0 (2:0) | 1:0 R. Kılıç (32.), 2:0 Özgül                                                    | keine                                    |
| 28 | 22. Mai 1977       | Mersin İdman Yurdu  | Inönü Stadı, Istanbul          | 1:1 (1:0) | 1:0 Ö. Kılıç (32.)                                                               | Oğuz (73.)                               |
| 29 | 29. Mai 1977       | Bursaspor           | Atatürk Stadı, Bursa           | 0:1 (0:1) | keine                                                                            | Oğuz (19.), R. Kılıç (69.)               |
| 30 | 8. Juni 1977       | Adana Demirspor     | Inönü Stadı, Istanbul          | 0:0       | keine                                                                            | keine                                    |

### Türkiye Kupası
| Runde       | Datum         | Gegner   | Ort                   | Ergebnis  | Tor(e) für Galatasaray Istanbul | Karte(n) für Galatasaray Istanbul |
| ----------- | ------------- | -------- | --------------------- | --------- | ------------------------------- | --------------------------------- |
| VF-Hinspiel | 9. März 1977  | Orduspor | Inönü Stadı, Istanbul | 1:1 (1:1) | 1:0 Aydoğdu (24. Eigentor)      | keine                             |
| VF-Hinspiel | 30. März 1977 | Orduspor | 19 Eylül Stadı, Ordu  | 0:0       | keine                           | Özdenak (60.)                     |

### Europapokal der Pokalsieger
| Runde        | Datum              | Gegner         | Ort                             | Ergebnis  | Tor(e) für Galatasaray Istanbul    | Karte(n) für Galatasaray Istanbul |
| ------------ | ------------------ | -------------- | ------------------------------- | --------- | ---------------------------------- | --------------------------------- |
| 1R-Hinspiel  | 15. September 1976 | AIK Solna      | Råsundastadion, Solna           | 2:1 (0:1) | 1:1 Özdenak (65.), 2:1 Özgül (78.) | keine                             |
| 1R-Rückspiel | 29. September 1976 | AIK Solna      | Inönü Stadı, Istanbul           | 1:1 (1:0) | 1:0 Özdenak (30.)                  | keine                             |
| 2R-Hinspiel  | 20. Oktober 1976   | RSC Anderlecht | Émile-Versé-Stadion, Anderlecht | 1:5 (0:2) | 1:2 Özdenak (49.)                  | keine                             |
| 2R-Rückspiel | 3. November 1976   | RSC Anderlecht | Inönü Stadı, Istanbul           | 1:5 (1:2) | 1:1 Özdenak (35.)                  | keine                             |

## Statistiken

### Teamstatistik
| Wettbewerb                  | Punkte | daheim | daheim | daheim | daheim | daheim | auswärts | auswärts | auswärts | auswärts | auswärts | Gesamt | Gesamt | Gesamt | Gesamt | Gesamt | Tordifferenz |
| Wettbewerb                  | Punkte | Sp     | G      | U      | N      | TV     | Sp       | G        | U        | N        | TV       | Sp     | G      | U      | N      | TV     | Tordifferenz |
| --------------------------- | ------ | ------ | ------ | ------ | ------ | ------ | -------- | -------- | -------- | -------- | -------- | ------ | ------ | ------ | ------ | ------ | ------------ |
| 1. Lig                      | 33:27  | 15     | 6      | 7      | 2      | 26:17  | 15       | 4        | 6        | 5        | 10:9     | 30     | 10     | 13     | 7      | 36:26  | +10          |
| Türkiye Kupası              | –      | 1      | 0      | 1      | 0      | 1:1    | 1        | 0        | 1        | 0        | 0:0      | 2      | 0      | 2      | 0      | 1:1    | ±0           |
| Europapokal der Pokalsieger | –      | 2      | 0      | 1      | 1      | 2:6    | 2        | 1        | 0        | 1        | 3:6      | 4      | 1      | 1      | 2      | 5:12   | −7           |
| Gesamt                      | 33:27  | 18     | 6      | 9      | 3      | 29:24  | 18       | 5        | 7        | 6        | 13:15    | 36     | 11     | 16     | 9      | 42:39  | +3           |

### Saisonverlauf
| Spieltag | 1  | 2 | 3 | 4 | 5 | 6 | 7 | 8 | 9 | 10 | 11 | 12 | 13 | 14 | 15 | 16 | 17 | 18 | 19 | 20 | 21 | 22 | 23 | 24 | 25 | 26 | 27 | 28 | 29 | 30 |
| -------- | -- | - | - | - | - | - | - | - | - | -- | -- | -- | -- | -- | -- | -- | -- | -- | -- | -- | -- | -- | -- | -- | -- | -- | -- | -- | -- | -- |
| Spielort | A  | H | H | A | H | A | H | H | H | H  | A  | A  | H  | A  | H  | H  | A  | A  | H  | A  | H  | A  | H  | A  | A  | H  | A  | H  | A  | H  |
| Resultat | N  | S | U | U | S | N | S | S | U | S  | N  | U  | S  | U  | U  | N  | U  | N  | N  | U  | U  | S  | U  | U  | S  | S  | S  | U  | N  | U  |
| Platz    | 12 | 7 | 7 | 7 | 5 | 8 | 6 | 4 | 4 | 3  | 5  | 5  | 3  | 3  | 3  | 5  | 5  | 6  | 10 | 10 | 9  | 6  | 7  | 6  | 5  | 5  | 5  | 4  | 5  | 5  |

Quelle: https://www.weltfussball.de/spielplan/tur-sueperlig-1976-1977
Legende: Spielort: H = Heim; A = Auswärts. Resultat: S = Sieg; U = Unentschieden; N = Niederlage

### Spielerstatistiken
| Spieler         | 1. Lig   | 1. Lig | 1. Lig      | 1. Lig     | Türkiye Kupası | Türkiye Kupası | Türkiye Kupası | Türkiye Kupası | Europapokal der Pokalsieger | Europapokal der Pokalsieger | Europapokal der Pokalsieger | Europapokal der Pokalsieger | Total    | Total | Total       | Total      |
| Spieler         | Einsätze | Tore   | Gelbe Karte | Rote Karte | Einsätze       | Tore           | Gelbe Karte    | Rote Karte     | Einsätze                    | Tore                        | Gelbe Karte                 | Rote Karte                  | Einsätze | Tore  | Gelbe Karte | Rote Karte |
| --------------- | -------- | ------ | ----------- | ---------- | -------------- | -------------- | -------------- | -------------- | --------------------------- | --------------------------- | --------------------------- | --------------------------- | -------- | ----- | ----------- | ---------- |
| Nihat Akbay     | 26       | 0      | 0           | 0          | 2              | 0              | 0              | 0              | 4                           | 0                           | 0                           | 0                           | 32       | 0     | 0           | 0          |
| Faruk Aktaş     | 5        | 0      | 1           | 0          | 0              | 0              | 0              | 0              | 0                           | 0                           | 0                           | 0                           | 5        | 0     | 1           | 0          |
| Zafer Dinçer    | 26       | 2      | 0           | 0          | 2              | 0              | 0              | 0              | 4                           | 0                           | 0                           | 0                           | 32       | 2     | 0           | 0          |
| Müfit Erkasap   | 17       | 0      | 0           | 0          | 1              | 0              | 0              | 0              | 2                           | 0                           | 0                           | 0                           | 20       | 0     | 0           | 0          |
| Ekrem Günalp    | 4        | 0      | 0           | 0          | 0              | 0              | 0              | 0              | 0                           | 0                           | 0                           | 0                           | 4        | 0     | 0           | 0          |
| Fevzi Kezan     | 1        | 0      | 0           | 0          | 0              | 0              | 0              | 0              | 0                           | 0                           | 0                           | 0                           | 1        | 0     | 0           | 0          |
| Öner Kılıç      | 24       | 1      | 0           | 0          | 2              | 0              | 0              | 0              | 1                           | 0                           | 0                           | 0                           | 27       | 1     | 0           | 0          |
| Rıdvan Kılıç    | 17       | 2      | 1           | 0          | 1              | 0              | 0              | 0              | 0                           | 0                           | 0                           | 0                           | 18       | 2     | 1           | 0          |
| Arif Kuşdoğan   | 7        | 0      | 0           | 0          | 0              | 0              | 0              | 0              | 0                           | 0                           | 0                           | 0                           | 7        | 0     | 0           | 0          |
| Mehmet Oğuz     | 27       | 2      | 6           | 0          | 2              | 0              | 0              | 0              | 4                           | 0                           | 0                           | 0                           | 33       | 2     | 6           | 0          |
| Furkan Ölçer    | 3        | 0      | 0           | 0          | 0              | 0              | 0              | 0              | 0                           | 0                           | 0                           | 0                           | 3        | 0     | 0           | 0          |
| Doğan Özdenak   | 1        | 0      | 0           | 0          | 0              | 0              | 0              | 0              | 0                           | 0                           | 0                           | 0                           | 1        | 0     | 0           | 0          |
| Gökmen Özdenak  | 21       | 13     | 7           | 0          | 2              | 0              | 0              | 1              | 4                           | 4                           | 0                           | 0                           | 27       | 17    | 7           | 1          |
| Mehmet Özgül    | 25       | 8      | 2           | 0          | 2              | 0              | 0              | 0              | 4                           | 1                           | 0                           | 0                           | 31       | 9     | 2           | 0          |
| Yılmaz Pamuk    | 3        | 0      | 0           | 0          | 0              | 0              | 0              | 0              | 0                           | 0                           | 0                           | 0                           | 3        | 0     | 0           | 0          |
| Şevki Şenlen    | 21       | 5      | 5           | 0          | 1              | 0              | 0              | 0              | 4                           | 0                           | 0                           | 0                           | 26       | 5     | 5           | 0          |
| Cüneyt Tanman   | 6        | 0      | 0           | 0          | 1              | 0              | 0              | 0              | 0                           | 0                           | 0                           | 0                           | 7        | 0     | 0           | 0          |
| Güngör Tekin    | 24       | 0      | 2           | 0          | 2              | 0              | 0              | 0              | 3                           | 0                           | 0                           | 0                           | 29       | 0     | 2           | 0          |
| Fatih Terim     | 29       | 2      | 2           | 0          | 2              | 0              | 0              | 0              | 4                           | 0                           | 0                           | 0                           | 35       | 2     | 2           | 0          |
| Şükrü Tetik     | 26       | 0      | 0           | 0          | 1              | 0              | 0              | 0              | 2                           | 0                           | 0                           | 0                           | 29       | 0     | 0           | 0          |
| Engin Tuncer    | 16       | 0      | 1           | 0          | 0              | 0              | 0              | 0              | 2                           | 0                           | 0                           | 0                           | 18       | 0     | 1           | 0          |
| Bülent Ünder    | 25       | 1      | 2           | 0          | 2              | 0              | 0              | 0              | 4                           | 0                           | 0                           | 0                           | 31       | 1     | 2           | 0          |
| Ali Yavaş       | 5        | 0      | 0           | 0          | 0              | 0              | 0              | 0              | 4                           | 0                           | 0                           | 0                           | 9        | 0     | 0           | 0          |
| Nurettin Yılmaz | 4        | 0      | 0           | 0          | 0              | 0              | 0              | 0              | 0                           | 0                           | 0                           | 0                           | 4        | 0     | 0           | 0          |